# Контрада Мелито (Бари)
Контрада Мелито (итал. Contrada Mellitto) је насеље у Италији у округу Бари, региону Апулија.
Према процени из 2011. у насељу је живело 22 становника. Насеље се налази на надморској висини од 361 м.